# Gymnopleurus miliaris
Gymnopleurus miliaris es una especie de escarabajo del género Gymnopleurus, familia Scarabaeidae. Fue descrita científicamente por Fabricius en 1775.
Se distribuye por la región paleártica. Habita en Afganistán e India (Madhya Pradesh, Guyarat, Tamil Nadu, Karnataka, Himachal Pradesh, Uttar Pradesh, Haryana, Maharashtra, Odisha, Jammu y Cachemira, Chhattisgarh, Rayastán, Sri Lanka).